# 粤中行政区
粤中行政区，中华人民共和国广东省已撤销的行政区，在今广东省南部。
1952年置，粤中行署驻江门市。辖三埠镇（县级）；原西江专区所属高要、广宁、四会、新兴、罗定、云浮、郁南、德庆、封川、开建10县；原珠江专区所属中山、顺德、南海、三水、番禺、东莞、宝安7县；原东江专区所属博罗、龙门、增城3县；原粤中专区所属新会、鹤山、高明3县和原属广西省平乐专区的怀集县；由宝安、东莞、中山3县所属海岛合并设渔民县。粤中行政区共辖25县1镇。
1953年，撤销三埠镇，并入开平县（属粤西行政区）；原中山县的石岐镇改设石岐市，由省直辖；渔民县改名珠海县。1955年，国务院批准广东省民政厅8月18日的报告，同意行署驻地由江门市迁往佛山市。
1955年10月，广东省人民委员会向国务院提交报告，请求撤销粤中行政区等四个行政区。1956年，报告获得批准，原粤中行政区的辖县划归佛山、高要、惠阳3专区：
- 将高要、新兴、云浮、罗定、郁南、开建、封川、怀集、广宁、四会、德庆11县划归高要专区；
- 将南海、番禺、顺德、中山、珠海、新会、鹤山、高明、三水9县划归佛山专区；
- 将博罗、宝安、东莞、增城、龙门5县划归惠阳专区。